# Trunchiere (geometrie)
| · Pătratul trunchiat este un octogon regulat: · t{4} = {8} · = | · Cub trunchiat · t{4,3} sau | · Fagure cubic trunchiat · t{4,3,4} sau |

În geometria euclidiană trunchierea este o operație din orice dimensiune care taie vârfurile unui politop, creând o nouă fațetă în locul fiecărui vârf. Termenul provine din numele date de Kepler poliedrelor arhimedice.

## Trunchiere uniformă
În general, orice poliedru (sau politop) poate fi trunchiat cu un grad de libertate în ceea ce privește cât de adâncă este tăietura, după cum se prezintă operația de trunchiere în notația Conway a poliedrelor.
Un tip special de trunchiere, de obicei implicit, este o trunchiere uniformă, un operator de trunchiere aplicat unui poliedru regulat (sau politop regulat) care creează un poliedru uniform (politop uniform) cu laturi de lungime egală. În acest caz nu există vreun grad de libertate, la fel ca la poliedrele regulate.
În general, toate politopurile uniforme au o trunchiere uniformă. De exemplu, icosidodecaedrul, reprezentat prin simbolurile Schläfli r{5,3} sau {\displaystyle {\begin{Bmatrix}5\\3\end{Bmatrix}}}, și diagramele Coxeter–Dynkin  sau  și icosidodecaedrul trunchiat, reprezentat prin tr{5,3} sau {\displaystyle t{\begin{Bmatrix}5\\3\end{Bmatrix}}},  au o trunchiere uniformă. În diagrama Coxeter–Dynkin efectul trunchierii este inelarea tuturor nodurilor adiacente nodului inelat.
O trunchiere uniformă efectuată pe o pavare triunghiulară regulată {3,6} are ca rezultat o pavare hexagonală regulată {6,3}.

## Trunchierea poligoanelor
Un poligon trunchiat cu n laturi va avea 2n laturi. Un poligon regulat trunchiat uniform va deveni un alt poligon regulat: t{n} este {2n}. O trunchiere completă (sau rectificare), r{3}, este un alt poligon regulat în poziția sa duală.
Un poligon regulat poate fi reprezentat și prin diagrama Coxeter–Dynkin, , și prin trunchierea sa uniformă , și prin trunchierea sa completă . Graful  reprezintă grupul Coxeter I2(n), cu fiecare nod reprezentând o oglindire, iar legătura dintre noduri reprezentând unghiul π/n dintre oglinzi, iar în jurul uneia sau ambelor oglindiri este pus un inel pentru a arăta care sunt active.
| · {3} · |  | · t{3} = {6} · |  | · r{3} = {3} · |

Poligoanele stelate pot fi și ele trunchiate. O pentagramă {5/2} trunchiată va arăta ca un pentagon, dar este de fapt un decagon dublu (degenerat) acoperit ({10/2}) cu două seturi de vârfuri și laturi suprapuse. O mare heptagramă trunchiată {7/3} dă o tetradecagramă {14/3}. 

## Trunchiere uniformă în poliedre și pavări regulate și în dimensiuni superioare

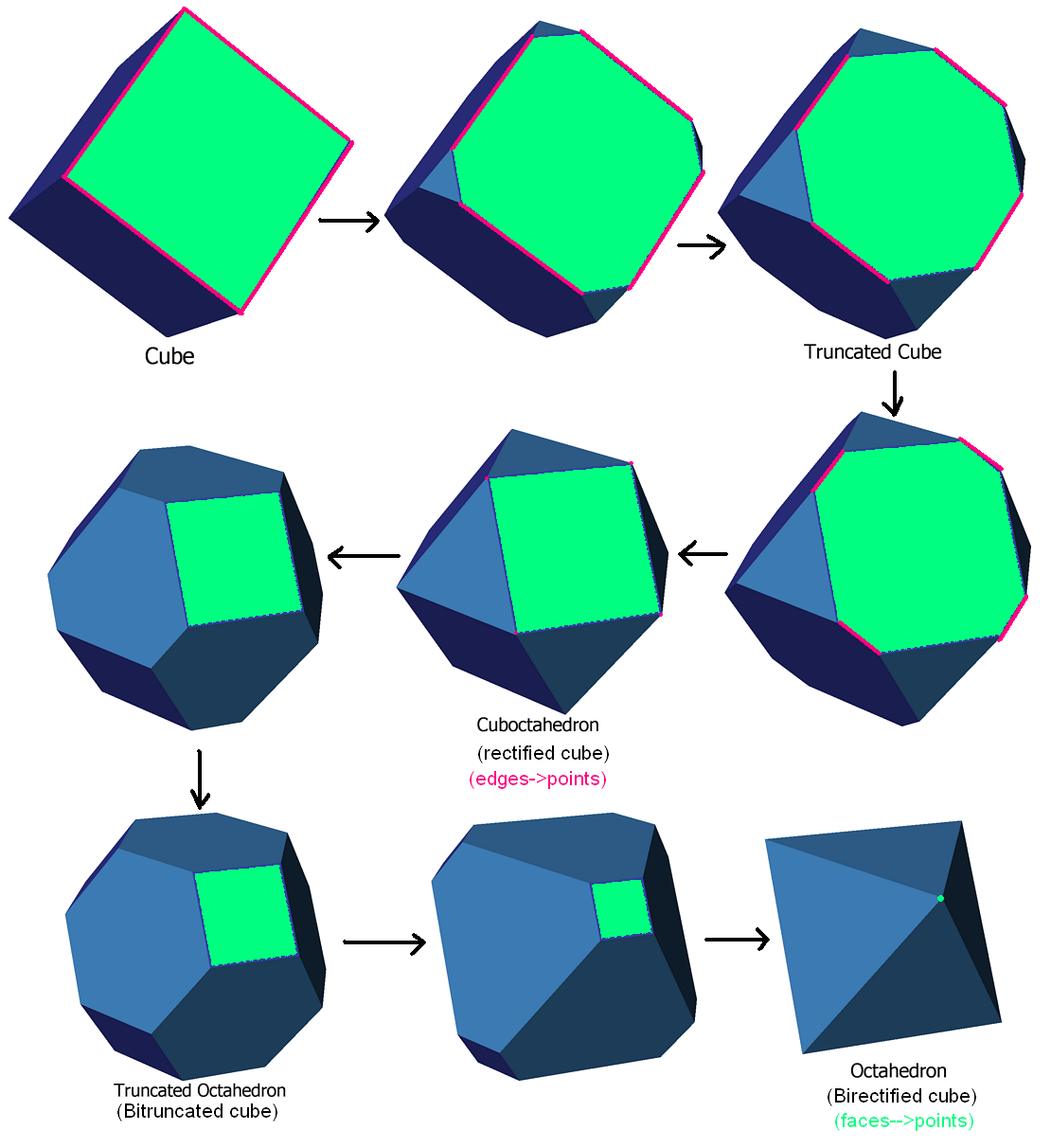
Trunchieri ale cubului dincolo de rectificare

Când trunchierea se aplică poliedrelor platonice sau pavărilor regulate, de obicei cea implicită este „trunchierea uniformă”, ceea ce înseamnă trunchiere până când fețele originale devin poligoane regulate cu de două ori mai multe laturi decât forma originală.
|     |               |                   |               |            |
| cub | trunchiat 1/4 | trunchiat uniform | trunchiat 3/4 | rectificat |

Această secvență arată un exemplu de trunchiere a unui cub, folosind patru pași ai unui proces continuu de trunchiere între un cub complet și un cub rectificat. Poliedrul final este un cuboctaedru. Imaginea din mijloc este cubul trunchiat uniform, reprezentat prin simbolul Schläfli t{p,q,...}.
O bitrunchiere este o trunchiere mai profundă, eliminând toate laturile originale, dar lăsând o parte interioară a fețelor originale. Exemplu: un octaedru trunchiat este un cub bitrunchiat: t{3,4} = 2t{4,3}.
O bitrunchiere completă, numită „birectificare”, reduce fețele originale la puncte. Pentru poliedre, acesta devine poliedrul dual. Exemplu: un octaedru este o birectificare a unui cub: {3,4} = 2r{4,3}.
Un alt tip de trunchiere, cantelarea, taie laturile și vârfurile, eliminând laturile (muchiile) originale, înlocuindu-le cu dreptunghiuri, eliminând vârfurile originale și înlocuindu-le cu fețele duale ale poliedrelor regulate sau pavări originale.
Politopurile din dimensiuni mai mari au trunchieri mai complexe. În spațiul cvadridimensional runcinarea taie fețele, laturile și vârfurile. În spațiul 5-dimensional, stericarea taie celulele, fețele și laturile.

## Trunchierea laturilor
Trunchierea laturilor este o teșire, sau șanfrenare pentru poliedre, similară cantelării, dar conservând vârfurile originale și înlocuind laturile cu hexagoane. La 4-politopuri, trunchierea laturilor înlocuiește laturile cu celule bipiramidale alungite.

## Alternarea sau trunchierea parțială
Alternarea sau trunchierea parțială elimină doar unele dintre vârfurile originale.
În alternare sau trunchierea parțială jumătate dintre vârfuri și laturile lor de legătură sunt complet eliminate. Operația se aplică numai politopurilor cu fețe uniforme. Fețele sunt reduse la un număr de laturi la jumătate, iar fețele pătrate degenerează în laturi. De exemplu, tetraedrul este un cub alternat, h{4,3}.
Diminuare este un termen mai general, folosit în legătură cu poliedrele Johnson pentru îndepărtarea unuia sau mai multor vârfuri, muchii sau fețe ale unui politop, fără a perturba celelalte vârfuri. De exemplu, la icosaedrul tridiminuat se începe cu un icosaedru regulat cu 3 vârfuri îndepărtate.
Alte trunchieri parțiale sunt bazate pe simetrie, de exemplu dodecaedrul tetraedric diminuat.

## Trunchieri generalizate

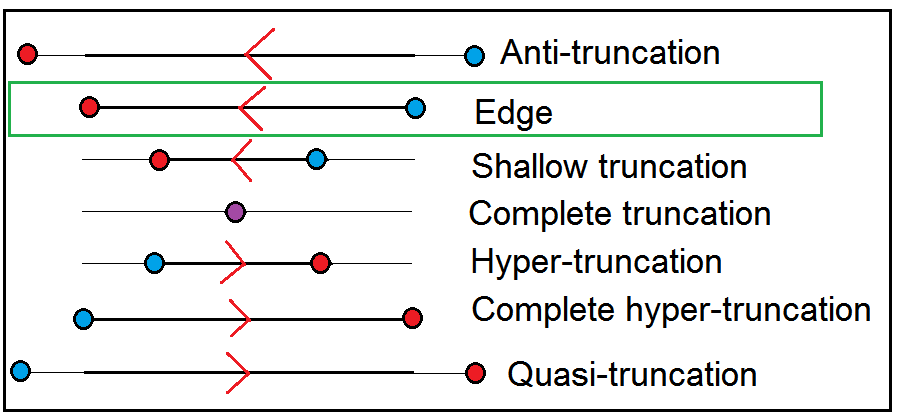
Tipuri de trunchieri afișate pe o latură izolată a unui poligon sau poliedru cu vârfuri roșii și albastre. Latura își inversează direcția după trunchierea completă.

Procesul de trunchiere liniară poate fi generalizat permițând trunchieri parametrice care sunt negative sau care trec dincolo de punctul de mijloc al laturilor, obținându-se poliedre stelate care se autointersectează și se pot înrudi parametric cu unele dintre poligoanele stelate regulate și poliedrele stelate uniforme.
- Trunchiere superficială – lungimea laturilor este mai mică, fețele sunt trunchiate pentru a avea de două ori mai multe laturi, în timp ce se formează noi fațete, centrate în vârfurile inițiale.
- Trunchierea uniformă este un caz particular în care laturile au lungimi egale. La cubul trunchiat, t{4,3}, fețele pătrate devenind octogoane, cu noi fețe triunghiulare în locul vârfurilor.
- Antitrunchierea este o trunchiere superficială inversă, trunchiată spre exterior de la laturile originale, nu spre interior. Aceasta are ca rezultat un politop care arată ca originalul, dar în loc de tăierea propriilor colțuri are părți ale dualului său atârnând de colțurile sale.
- Trunchierea completă sau rectificarea este limita unei trunchieri superficiale, unde laturile sunt reduse la puncte. Un exemplu este cuboctaedrul, r{4,3}.
- Hipertrunchierea este o formă de trunchiere care trece dincolo de rectificare, inversând marginile originale și provocând apariția autointersectărilor.
- Cvasitrunchierea este o formă de trunchiere care merge chiar mai departe decât hipertrunchierea, unde latura inversată devine mai lungă decât latura inițială. Poate fi generată din politopul inițial tratând toate fețele ca retrograde, adică mergând înapoi în jurul vârfului. De exemplu, cvasitrunchierea pătratului dă o octagramă regulată (t{4,3}={8/3}), iar cvasitrunchierea cubului dă hexaedrul trunchiat stelat uniform, t{4/3,3}.

| Tipuri de trunchiere ale unui pătrat, {4}, care arată laturile inițiale roșii și noile laturi trunchiate albastru deschis. Un pătrat trunchiat uniform este un octogon regulat, t{4}={8}. Un pătrat trunchiat complet devine un pătrat nou, cu o orientare pe diagonală. Nodurile sunt numerotate în sens invers acelor de ceasornic, 1–4, cu perechi de vârfuri trunchiate ca a și b. |

| ⇨ taC              | Cub {4,3} C                  | ⇨ tC | Trunchiere t{4,3} tC         | ⇨ tC  | Trunchiere completă {4,3} aC | ⇩ thC               |
| Antitrunchiere taC |                              |      |                              |       |                              | Hipertrunchiere thC |
| ⇧ taC              | Cvasitrunchiere completă aqC | ⇦    | Cvasitrunchiere t{4/3,3} tqC | ⇦ tqC | Hipertrunchiere completă ahC | ⇦ thC               |